# Raza Rabbani
Pour les articles homonymes, voir Rabbani.
Mian Raza Rabbani (en  ourdou : رضا ربانى), né le 23 juillet 1953 à Lahore, est un homme politique et constitutionnaliste pakistanais. Membre du Parti du peuple pakistanais, il est le président du Sénat de mars 2015 à mars 2018.
Raza Rabbani commence sa carrière politique durant les années 1970 alors qu'il est étudiant, en rejoignant le Parti du peuple pakistanais au pouvoir. Durant les années 1980, il combat le pouvoir militaire puis devient durant la décennie suivante sénateur et ministre. Très affilié à la haute chambre du Parlement, il est élu sans interruption jusqu'à en devenir le président en 2015.

## Jeunesse et études

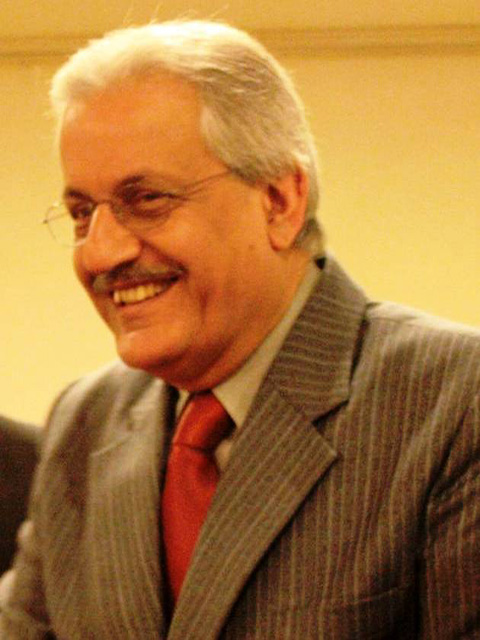
Raza Rabbani en 2007.

Mian Raza Rabbani est né le 23 juillet 1953 à Lahore, dans la province du Pendjab. Il est issu de la tribu arain et ses parents venus d'Inde ont émigré au Pakistan à sa création en 1947. Sa famille déménage ensuite rapidement à Karachi dans la province du Sind, où il fait ses études à l'école publique Habib puis à l'Université de Karachi. Il obtient un baccalauréat universitaire en 1976 puis un Bachelor of Laws en 1981.
Son père Ata Rabbani est connu pour avoir été le premier aide de camp de Muhammad Ali Jinnah, dirigeant de la Ligue musulmane et fondateur du Pakistan. Il meurt le 2 juin 2012 à l'âge de 90 ans.

## Carrière politique

### Débuts
Raza Rabbani commence à s'impliquer en politique alors qu'il est encore étudiant à l'Université de Karachi. Il rejoint la branche étudiante du Parti du peuple pakistanais (PPP) à la fin des années 1970, en soutien au nouveau pouvoir socialiste mené par Zulfikar Ali Bhutto. Avant de finir ses études, le coup d’État militaire de Muhammad Zia-ul-Haq renverse le pouvoir et Raza Rabbani est envoyé en prison pour son implication dans le Mouvement pour la restauration de la démocratie. Il reprend ses activités à la fin du pouvoir militaire en 1988. Il commence sa carrière dans le droit puis devient rapidement président du forum des avocats du PPP, puis président du parti dans le Sind. Il devient la même année conseiller de Qaim Ali Shah, ministre en chef du gouvernement de la province du Sind.

### Sénateur

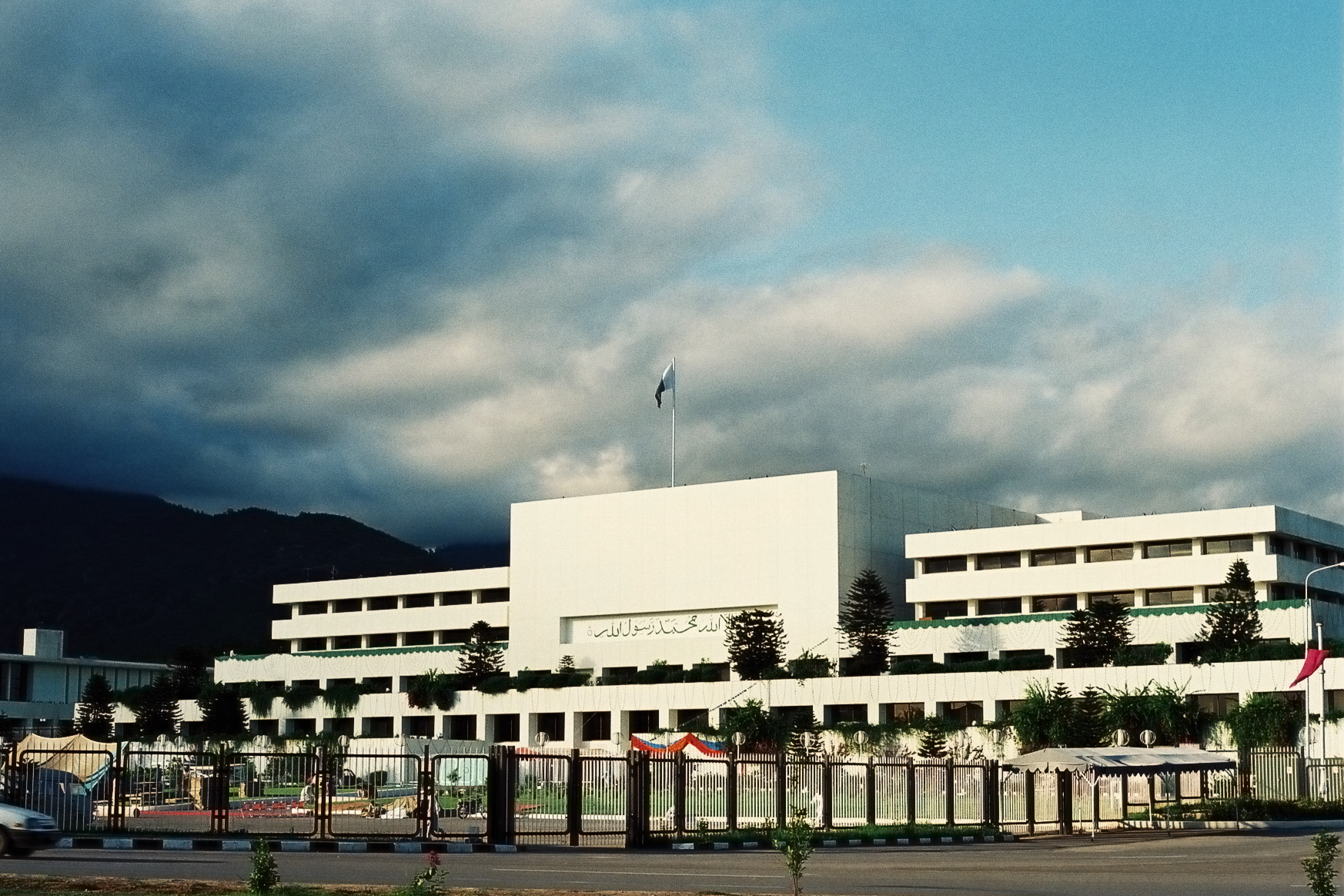
Le Parlement du Pakistan à Islamabad, en 2004.

À la suite des élections législatives de 1993, Raza Rabbani est élu sénateur puis est nommé ministre de la justice dans le second gouvernement de Benazir Bhutto. Il devient un proche conseiller de la cheffe du gouvernement, puis prend la tête de commissions parlementaires au Sénat. Il quitte le gouvernement en 1997 quand celui-ci est démis par le président, puis devient vice secrétaire-général du Parti du peuple pakistanais (PPP) la même année. 
Raza Rabbini est ensuite réélu membre du Sénat à chaque nouvelle élection, puis il prend la tête de l'opposition au sein de la chambre haute en 2005. En 2007, il s'oppose à l'ordonnance nationale de réconciliation qui vise à amnistier des hommes politiques pour des faits de corruption. Promulgué par le président Pervez Musharraf, le texte a été négocié entre le pouvoir et le PPP et vise notamment à blanchir Benazir Bhutto et son époux Asif Ali Zardari. 
À la suite des élections législatives de 2008, son parti revient au pouvoir et Raza Babbini est nommé ministre de la coopération provinciale. Il prend également la tête de son groupe au Sénat mais en 2009, quand le PPP et ses alliés y deviennent majoritaire, le président Asif Ali Zardari choisit Farooq Naek pour devenir président du Sénat. L'année suivante, Rabbani prend la tête de la commission parlementaire chargée de la réforme constitutionnelle. Il est responsable de l'élaboration du 18e amendement à la Constitution, une promesse de campagne de son parti qui vise à réduire les pouvoirs du président de la république, au profit du Premier ministre et du Parlement. Le texte est promulgué dès 2010 et Raza Rabanni prend ensuite la tête de la commission chargée de son application.  
En 2011, Raza Rabbini s'oppose à la direction de son parti et au gouvernement qui scellent une alliance de coalition avec la Ligue musulmane du Pakistan (Q). Il est à nouveau écarté de la nomination de président du Sénat en 2012, qui revient à Nayyar Hussain Bukhari. Les élections législatives de 2013 marquent une sévère défaite de son parti et il est ensuite choisit comme candidat à la présidence de la république face au nouveau pourvoir de la Ligue musulmane du Pakistan (N) qui dispose d'une très large majorité dans le collège électoral. Il retire toutefois sa candidature après la décision de son parti de boycotter le scrutin pour dénoncer un raccourcissement de la campagne.  

### Président du Sénat

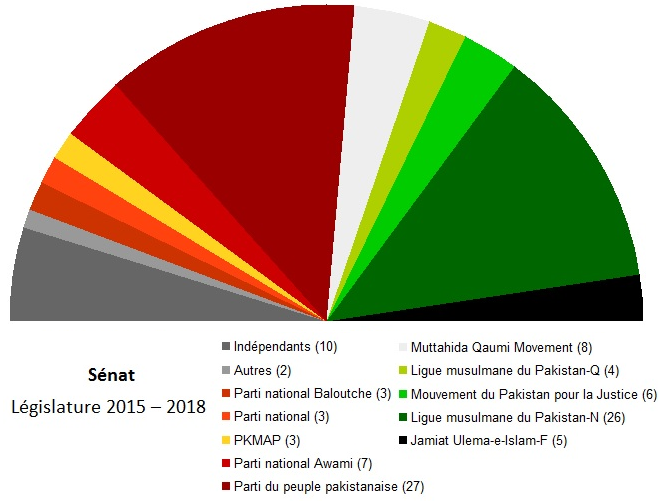
Composition du Sénat pour la législature 2015 - 2018.

À la suite des élections sénatoriales de 2015, le Parti du peuple pakistanais et ses alliés conservent de peu la majorité dans la chambre haute. Raza Rabbini est alors nommé comme candidat malgré ses relations parfois problématiques avec la direction de son parti, et surtout Asif Ali Zardari. Ce dernier le choisit tout de même pour sa stature et sa réputation d'indépendance, afin de rassurer ses alliés et d'éviter les critiques du parti au pouvoir. Pour le journal pakistanais Dawn, Raza Rabbani aurait pu être président du Sénat six ans plus tôt sans ces mauvaises relations.  
Rabbini est élu président du Sénat le 12 mars 2015 pour un mandat de trois ans avec 74 voix sur un total de 104 sièges. Il réunit ainsi derrière lui des sénateurs du parti au pouvoir, la Ligue musulmane du Pakistan (N), et bat le seul candidat de l'opposition du Mouvement du Pakistan pour la justice,. 
Alors que son parti perd la majorité au Sénat à la suite des élections de mars 2018, Raza Rabbani est réélu sénateur pour un nouveau mandat de six ans. La Ligue musulmane du Pakistan (N) est cependant prête à le soutenir pour un nouveau mandat de président, mais Zardari refuse cette offre. Le PPP préfère alors soutenir Sadiq Sanjrani en accord avec le Mouvement du Pakistan pour la justice. Son mandat en tant que président du Sénat est notamment salué par une organisation pakistanaise selon laquelle il a contribué au renforcement de la démocratie en autorisant les débats sur des sujets sensibles, notamment le pouvoir de l'armée et le rôle des services secrets.